# Viorica Dăncilă
Vasilica-Viorica Dăncilă (ur. 16 grudnia 1963 w Roșiorii de Vede) – rumuńska polityk i inżynier, deputowana do Parlamentu Europejskiego VI, VII i VIII kadencji, od 2018 do 2019 premier Rumunii, w 2019 przewodnicząca Partii Socjaldemokratycznej.

## Życiorys
Ukończyła w 1988 w Ploeszti studia inżynierskie w zakresie eksploatacji złóż ropy naftowej. W 2006 uzyskała magisterium w SNSPA. Krótko pracowała jako nauczyciel w liceum przemysłowym w Videle, następnie została zatrudniona w rumuńskim koncernie paliwowym Petrom wchodzącej w skład grupy OMV.
Od 2004 do 2009 pełniła funkcję radnej lokalnej i okręgowej z ramienia Partii Socjaldemokratycznej. W latach 2005–2009 zasiadała w radzie krajowej PSD, przewodnicząc w tym okresie partyjnej organizacji kobiecej.
W styczniu 2009 objęła wakujący mandat deputowanej do Parlamentu Europejskiego. W wyborach w czerwcu tego samego roku uzyskała reelekcję. W VII kadencji została członkinią nowej grupy pod nazwą Postępowy Sojusz Socjalistów i Demokratów, a także Komisji Rolnictwa i Rozwoju Wsi. W 2014 została wybrana na kolejną kadencję do Europarlamentu.
W styczniu 2018, po rezygnacji złożonej przez Mihaia Tudosego, PSD i jej koalicjant ALDE zgłosiły jej kandydaturę na stanowisko premiera Rumunii. 17 stycznia prezydent Klaus Iohannis desygnował ją na ten urząd. Tym samym stała się pierwszą kobietą na tym stanowisku w historii kraju. 29 stycznia 2018 parlament udzielił jej rządowi wotum zaufania. Tego samego dnia członkowie gabinetu zostali zaprzysiężeni przez prezydenta, rozpoczynając urzędowanie.
W maju 2019 została pełniącą obowiązki przewodniczącego Partii Socjaldemokratycznej, gdy dotychczasowy lider Liviu Dragnea został osadzony celem odbycia kary pozbawienia wolności. Na kongresie w czerwcu tegoż roku wybrano ją na nową przewodniczącą partii. W październiku 2019 parlament uchwalił wobec jej rządu wotum nieufności. Urząd premiera sprawowała do 4 listopada 2019, gdy na czele rządu stanął lider liberałów Ludovic Orban.
W tym samym miesiącu kandydowała z ramienia PSD w wyborach prezydenckich, otrzymując w pierwszej turze głosowania około 22,3% głosów. Zajęła 2. miejsce, przechodząc do drugiej tury z ubiegającym się o reelekcję Klausem Iohannisem (który dostał 37,8% głosów). Przegrała w niej z urzędującym prezydentem, uzyskując 33,9% głosów. 26 listopada 2019 ustąpiła z funkcji przewodniczącej PSD. Odeszła później z tej partii, a w 2022 stanęła na czele nowego ugrupowania pod nazwą Națiune Oameni Împreună.